# Atysilla simplex
Atysilla simplex är en skalbaggsart som beskrevs av Louis Albert Péringuey 1904. Atysilla simplex ingår i släktet Atysilla och familjen Melolonthidae. Inga underarter finns listade.